# 凌云羊蹄甲
凌云羊蹄甲（学名：Bauhinia lingyuenensis）为豆科羊蹄甲属的植物，为中国的特有植物。分布于中国大陆的广西等地，多生在石山干燥的疏林中，目前尚未由人工引种栽培。